# جبال زرافشان
سلسلة جبال زرافشان ،  سابقًا سلسلة جبال زراوشان ،  هي سلسلة جبلية في طاجيكستان وأوزبكستان، وهي جزء من جبال بامير ألاي.  تنتمي معظم هذه المنطقة إلى أحواض تصريف نهر زرافشان.
يُعتقد أن الاسم الفارسي ربما يكون إشارة إلى الذهب الموجود في قاع نهر زرافشان وروافده، والذي أدى إلى ازدهار المنطقة منذ العصور القديمة.

## السكان
جميع وديان السلسلة مأهولة بالسكان. لا يوجد مدن في النطاق؛ المدن الأقرب هي بنجكنت وسمرقند. تعبر سلسلة الجبال طريق رئيس بين دوشانبي وخوجاند؛ ويمر طريق آخر إلى سمرقند عبر نهر زرافشان. الطرق المؤدية إلى الوديان الثانوية، بما في ذلك وادي ياغنوب، غير ممهدة في الغالب وغير مصانة بشكل جيد.
معظم سكان المنطقة هم من الطاجيك. وسكان وادي يغنوب هم اليغنوبيون.

## السياحة
تحظى جبال فان، وبدرجة أقل جبال ماتشا، بشعبية كبيرة بين متسلقي الجبال والمتنزهين.

## طالع أيضًا
- قائمة الجبال في طاجيكستان
- قائمة جبال أوزبكستان[الإنجليزية]